# Myopa melanderi
Myopa melanderi är en tvåvingeart som beskrevs av Banks 1916. Myopa melanderi ingår i släktet Myopa och familjen stekelflugor. Inga underarter finns listade i Catalogue of Life.